# Тракология
Тракологията е наука – регионално-тематичен клон на историята и археологията, – изучаваща траките, древен народ, живял главно в Югоизточна Европа. Тя изследва тракийската култура (история, религия, език, изкуство, икономика) от края на II хилядолетие пр. Хр. до Късната Античност през IV-VII век. Учените, занимаващи се с тракология, се наричат траколози.
Модерната тракология (за разлика от интереса към траките през Античността) се заражда през втората половина на XIX век, като първото систематично изследване на наличните източници, особено свързаните с езика и религията на траките, става двутомната монография на австрийския етнолог Вилхелм Томашек „Die alten Thraker. Eine ethnologische Untersuchung“ (1893 – 1894). През следващите десетилетия тракологията се развива активно като самостоятелна научна дисциплина главно в България и Румъния.

## Тракология в Румъния
Румъния, в чиято национална идеология даките (обикновено приемани за клон на траките) са смятани за пряк предшественик на съвременните румънци, до 70-те години на XX век остава основният център на развитие на тракологията. Румънската тракология преживява подем през 30-те години на XX век и отново от 70-те години. От 90-те години тя е съпътствана и от изобилна псевдонаучна литература, определяна от критиците си като „дакомания“ или „тракомания“.
През 1976 година в Букурещ е проведен Вторият международен конгрес по тракология, а малко по-късно там е основан и Институт по тракология. Той е по-консервативен от българския Институт по тракология и се въздържа от спекулации за тракийската религия и „духовност“, но тези теми също стават предмет на публикации от румънски историци и богослови, до известна степен под влияние на книгата на Мирча Елиаде „От Залмоксис до Чингиз хан“.

## Тракология в България
Първият български текст, отделящ по-съществено внимание на траките, е „Географико-историко-статистическо описание на Татар-Пазарджишката кааза“ (1870) на Стефан Захариев. Той описва редица тракийски паметници и, полемизирайки с гръцки автори, като Власиос Скорделис, се опитва да докаже славяноезичността на траките.
Основите на тракологията в България са поставени от Гаврил Кацаров, който в продължение на десетилетия публикува трудове върху историческата география, политическата история, културата и религията на траките, оказали значително влияние в световен мащаб. За разлика от по-късни автори, той избягва идеализацията на тракийската култура и подчертава ефимерния характер на тракийските държавни образувания. През 20-те години Кацаров чете първия курс по история на траките в Софийския университет.
През 1916 година Богдан Филов въвежда концепцията за тракийско изкуство, различаващо се от древногръцкото и скитското. Също Филов развива предлаганата и от гръцки автори теза за културните връзки между траки и микенци, разглеждайки тракийските куполни гробници от IV-III век пр. Хр. като продължение на микенска традиция от бронзовата епоха, изчезнала в Гърция. Макар и критикувана, теорията за архаичността на тракийската култура продължава да заема централно място в българската тракология.
Непосредствено след края на Втората световна война са направени едни от най-значимите открития на тракийската археология в България – Казанлъшката гробница, Севтополис и Панагюрското съкровище. През 50-те години са издадени две монографии, посветени на тракийския език – на Димитър Дечев и Владимир Георгиев. Докато първата днес е почти изцяло отживяла времето си, особено с множеството си спорни етимологии, книгата на Георгиев е сред първите, предложили широко приетото в наши дни разграничение между собствено тракийски и дако-мизийски вариант на тракийския език.
През 60-те години тоталитарният режим в България заема все по-националистически позиции и като част от този процес лансира възгледа за траките като основен компонент в етногенезиса на българите. През 1967 година диктаторът Тодор Живков заявява, че „в нашите жили тече и тракийска кръв“ и критикува научната общност, че не отделя достатъчно внимание на траките. С темата лично се ангажира и неговата дъщеря Людмила Живкова.
През 1972 година в София е основан първият в света специализиран Институт по тракология и е проведен първият Международен конгрес по тракология. Ключова в бързият възход на тракологията през този период има Александър Фол, дългогодишен директор на Института по тракология, който се ползва и със силни политически протекции като близък на Людмила Живкова.
През този период кръгът около Александър Фол лансира поредица от спорни теории, целящи да представят траките като по-древни и по-значими от приеманото в традиционната историография. Правят се опити да се отрече микенския произход на тракийските гробници и връзката им с подобни паметници в Мала Азия, като се свържат с по-ранни мегалитни паметници от Югоизточна България. Самият Фол, базирайки се на спорен списък на Диодор Сицилийски и няколко невярно датирани находки от Черно море, развива цяла теория за „тракийската таласократия“ и тракийско морско присъствие в Леванта. През 80-те години българската тракология е обхваната от нарастващо количество псевдонаучни спекулации и тенденциозни интерпретации, най-вече в областта на изследванията на тракийската религия и „духовност“.
В тази област централно място има създадената от Александър Фол в началото на 80-те години теория за „тракийския орфизъм“ – устно предавана елитарна идеология, датираща от II хилядолетие пр. Хр и предшестваща известния от историческите източници древногръцки орфизъм (чието съществуване като единна система също е спорно, а много съвременни автори го смятат за конструкция, създадена през XIX век). Според Фол липсата на каквито и да е писмени източници за тракийския орфизъм е съзнателен избор на последователите му, но той все пак може да бъде изследван чрез тълкуването на мегалити и произведения на изкуството, оригинален метод, който Фол нарича interpraetatio thracica. Фол и последователите му развиват „тракийския орфизъм“ до сложна и детайлно описана система от йерогамии на архаични божества и нумерологични зависимости.
Директор на института от 1992 до 2010 г. е проф. д-р Кирил Йорданов, след което институтът е приобщен към Института за балканистика с Център по тракология към БАН.

## Тракология в Гърция
Още най-ранните изследвания на траките обикновено са в контекста на техните връзки с Древна Гърция, която е традиционна сфера на интерес за античната история. Германски учени от средата на XIX век, като Карл Отфрид Мюлер и Бернхард Гизеке, смятат траките за преки потомци или за близко родствени с пеласгите, а оттам и с древните гърци, позовавайки се на множество елементи на древногръцката култура и религия, които са с тракийски произход – орфизмът и други мистерийни култове или музите. Малко по-късно Ервин Роде популяризира теорията, че целият култ към Дионисий в Древна Гърция има тракийски произход.
Изхождайки от тези теории, местни дейци на гръцкото национално движение, като Власиос Скорделис и Ироклис Васиадис, се опитват да представят гърците за автохтонно население на Тракия – като потомци на близкородствените на древните гърци траки, допълнително елинизирани още през Античността. Този аргумент не е използван широко в гръцките претенции към Тракия, а основното течение на гръцката историография дълго време не проявява особен интерес към траките. Той е популяризиран от края на 20-те години във връзка с пристигането в Гърция на голям брой изселници от България, като е развиван както от местни историци, като Козма Апостолидис, така и от академични авторитети, като Павлос Каролидис.

## Международни конгреси
От 1972 година, първоначално по инициатива на новосъздадения Институт по тракология при Българската академия на науките, се провеждат редовни международни конгреси по тракология.
| Номер | Място на провеждане        | Дата | Тема                                                    |
| ----- | -------------------------- | ---- | ------------------------------------------------------- |
| 1     | София                      | 1972 |                                                         |
| 2     | Букурещ                    | 1976 |                                                         |
| 3     | Виена                      | 1980 |                                                         |
| 4     | Ротердам                   | 1984 | Траки и микенци                                         |
| 5     | Москва                     | 1988 |                                                         |
| 6     | Палма де Майорка           | 1992 |                                                         |
| 7     | Констанца, Тулча, Мангалия | 1996 |                                                         |
| 8     | София, Ямбол               | 2000 | Траките и Егея                                          |
| 9     | Кишинев                    | 2004 | Траките и Понта                                         |
| 10    | Комотини, Александруполис  | 2005 | Тракия в гръко-римския свят                             |
| 11    | Истанбул                   | 2010 |                                                         |
| 12    | Търговище                  | 2013 | Траките и техните съседи в бронзовата и желязната епоха |
| 13    | Казанлък                   | 2017 | Древна Тракия: мит и реалност                           |